# Spuien

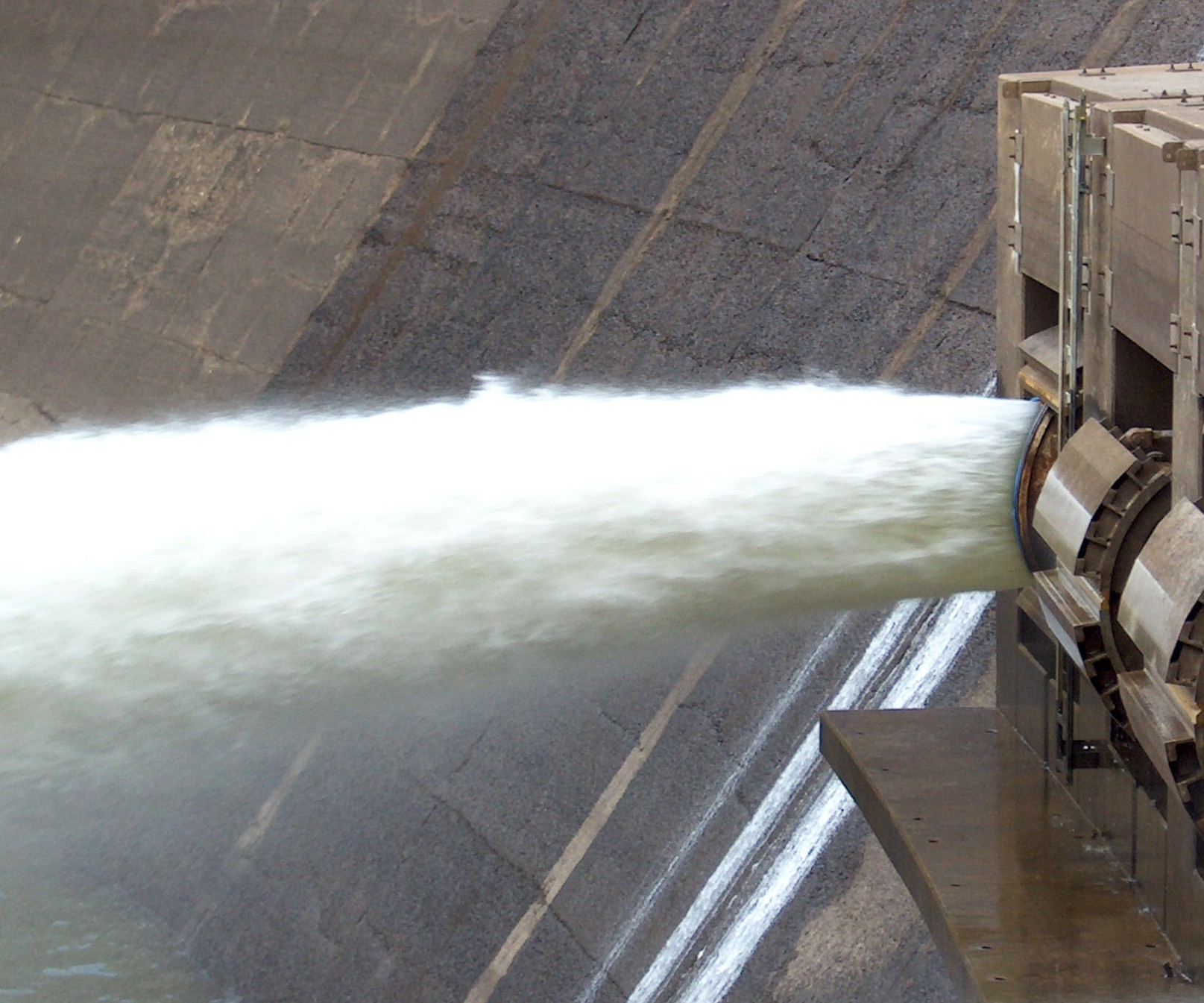

Spuien is het lozen van water door een spuisluis.
Dit gebeurt met name op plekken waar het water op buitenwater (de zee) moet worden geloosd. Omdat het peil van het buitenwater door de eb- en vloedbewegingen niet steeds hetzelfde is kan er alleen met eb, als dus het buitenwater lager is dan het binnenwater, worden gespuid.

## Figuurlijk
Spuien wordt ook wel gebruikt in figuurlijke betekenis, in de zin van "iets naar buiten brengen" (bijv. een mening spuien).